# 韩雨 (台球运动员)
韩雨（1992年—），女，河北唐山人，中国花式台球运动员，世界女子九球锦标赛冠军。

## 生平
韩雨6岁起学习台球。2007年获全国女子九球锦标赛冠军。2013年，她击败台湾选手林沅君，首次夺得世界女子九球锦标赛冠军。2014年问鼎世界女子九球中国公开赛冠军，并首度在世界撞球协会官方排名中位列世界第一。2016年，再夺世界锦标赛与中国公开赛冠军。2017年，先后获世界运动会九球铜牌、亚洲室内运动会九球金牌。2018年，她第三次问鼎世锦赛冠军。同年，又获中式台球世界锦标赛女子冠军。